# ميلاد حنا
الدكتور ميلاد حنا (24 يونيو 1924 - 26 نوفمبر 2012) كاتب ومفكر سياسي وأستاذ الهندسة الإنشائية، والذي يعد واحدا من أبرز الكتاب والمفكرين السياسيين. بدأ حنا مشواره السياسي في خمسينيات القرن الماضي حين إنضم للتنظيم الطليعي، ثم أعتقل في فترة الرئيس الراحل أنور السادات، وفي فترة الرئيس الأسبق حسني مبارك أصبح عضو لمجلس الشعب.

## أستاذًا في الهندسة الإنشائية
حصل حنا على بكالوريوس الهندسة المدنية جامعة القاهرة عام 1945، وحصل على الدكتوراه في هندسة الإنشاءات من جامعة «سانت أندرو» في اسكتلندا عام 1950، ثم عُيّن معيداً بكلية الهندسة بجامعة الإسكندرية وتدرج في عدة مناصب حتى عُيّن أستاذاً متفرغاً بهندسة عين شمس عام 1984.
في سنة 1955 أسس حنا مكتبًا إستشاريًا في الهندسة المدنية وكان مبثابة "زوجته الثانية" التي كفلت له "الأمان الاقتصادي" ليناضل ويكافح سياسيًا.

## مناضلًا ومفكرًا سياسيًا
كان حنا واحدا من بين المشاهير الذين شملتهم اعتقالات سبتمبر 1981، قبيل اغتيال الرئيس الراحل محمد أنور السادات، مع رموز الحركة الوطنية.

## كتاباته
ألّف الراحل العديد من الكتب المهمة، منها: «أريد مسكنًا»(1978)، و«نعم أقباط لكن مصريون» (1980)، و«ذكريات سبتمبرية» (1987)، و«قبول الآخر» (1998).

## جوائز ومناصب شرفية
حصل حنا على عدة جوائز دولية من بينها: جائزة «فخر مصر» من جمعية المراسلين والصحفيين الأجانب بمصر عام 1998، ووسام «النجم القطبي الذي لا يخبو» بدرجة كوماندوز، من ملك السويد عام 1998، وجائزة «سيمون بوليفار» من منظمة الأمم المتحدة للتربية والعلوم والثقافة «اليونسكو» عام 1998، وجائزة الدولة التقديرية في العلوم الاجتماعية عام 1999. كان أيضا عضو في المجلس الأعلى للثقافة المصري.